# Station Widdrington
Widdrington is een spoorwegstation van National Rail aan de East Coast Main Line in Widdrington Station and Stobswood, Castle Morpeth in Engeland. Het station is eigendom van Network Rail en wordt beheerd door Northern Rail. 